# Список французских сыров
Список сыров, производимых во Франции. По некоторым данным, количество сортов сыра, производимых во Франции, — более 500.
Название

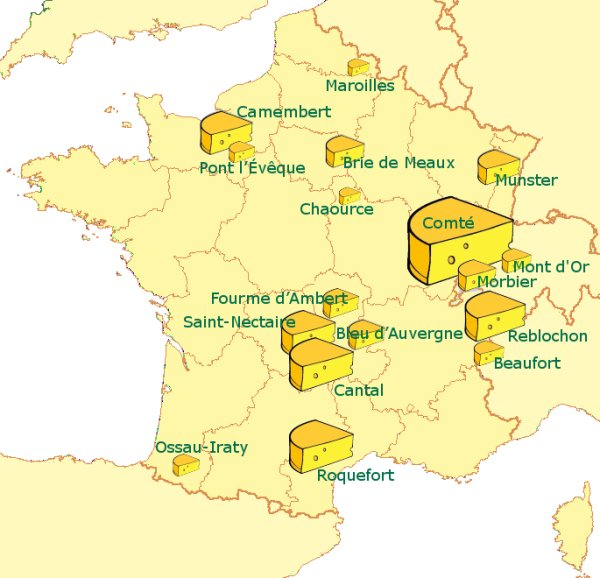
Основные регионы производства сыров AOC

В списке приводится русское название сыра со ссылкой на статью и оригинальное французское название. Маркировка AOC означает, что данный сорт сыра имеет Appellation d’origine contrôlée, Исконное контролируемое название. «Исконное контролируемое название может быть присвоено сырам, отвечающим требованиям действующего законодательства. Производство молока, служащего сырьём, и весь процесс изготовления сыра должны точно соответствовать местным установившимся традициям и рецептам.» (Ст. 1 закона Французской республики от 28 ноября 1955 года) То есть сыр, имеющий соответствующее французское название, может быть изготовлен только в том районе Франции, где этот сыр изготовляли исторически. В таблицу внесены все 45 сортов сыра, получивших маркировку AOC на декабрь 2009 года. Первым AOC получил сыр Рокфор в 1925 году, последним — сыр Риготт де Кондриё 13 января 2009 года.
Тип сыра
В колонку «тип сыра» объединена классификация по твёрдости (свежий, мягкий, полутвёрдый нарезной, твёрдый нарезной, твёрдый) и по внешнему виду (свежий, мягкий с белой плесенью, с нежной корочкой, мягкий с мытой корочкой, с голубой плесенью, прессованный, варёно-прессованный).
Особенности изготовления и закваска
Указывается тип заквашивающего элемента (сычужный фермент или кислота), а также вид плесени, бактерий или иных микроорганизмов, добавляемых при производстве сыра (как правило, во время созревания).
Молоко
Во Франции сыр производят из коровьего, козьего, овечьего или буйволиного молока. Молоко могут как использовать сырым, так и пастеризовать.
Внешний вид и жирность
Жирность сыра может быть как менее 10 %, так и более 70 % в сухом веществе.
Вино
Указываются вина, с которыми лучше всего сочетается данный сыр.
| # А Б В Г Д Е Ё Ж З И К Л М Н О П Р С Т У Ф Х Ц Ч Ш Щ Э Ю Я |

## А
| Название                                                                               | Регион                  | Тип сыра                | Молоко                            | Особенности изготовления                                                                                 | Внешний вид | Вкус                                                                  | Вино                 |
| -------------------------------------------------------------------------------------- | ----------------------- | ----------------------- | --------------------------------- | --- | --- | --------------------------------------------------------------------- | -------------------- |
| Аббеи-де-Беллок (Abbaye de Belloc)                                                     | Аквитания и Юг Пиренеев | полутвёрдый             | овечье непастеризованное          | | имеет форму плоского диска с естественной коричневой корочкой со вкраплениями красного, оранжевого и жёлтого цвета | нежный, маслянистый, немного сладковатый, с тонами лесных орехов.     |                      |
| Аббеи-де-ла-Жуа-Нотр-Дам (Abbaye de la Joie Notre-Dame)                                | Бретань                 |                         | коровье сырое                     | прессованный                                                                                             | головка 20 см диаметром, 5 см высотой и 1,4 кг веса, жирность 50 % |                                                                       |                      |
| Аббеи-де-ла-Пьер-Ки-Вир (Abbaye de la Pierre-Qui-Vire, Boulette de la Pierre-qui-Vire) | Бургундия               |                         | коровье                           | | |                                                                       |                      |
| Аббеи-де-Сито (Abbaye de Citeaux)                                                      | Кот-д’Ор                | мягкий                  | коровье сырое                     | Вызревает 3 недели                                                                                       | Головка 11 см диаметром и 2,5 см высотой весом около 720 г. Жирность 50 % |                                                                       |                      |
| Аббеи-де-Тамье (тамье) (Abbaye de Tamié)                                               | Савойя                  | мягкий                  | коровье сырое                     | Время созревания сыра — 4-8 недель, корочку сыра в течение всего периода созревания промывают в рассоле. | Головки сыра цилиндрической формы, плоская, со слегка вогнутыми внутрь краями; покрыта оранжево-коричневой корочкой. Мякоть сыра кремового цвета с небольшим количеством отверстий                                                  |                                                                       | фруктовые белые вина |
| Аббеи-де-Тимадёк (Abbaye de Timadeuc)                                                  | Бретань                 | полутвёрдый             | коровье                           | прессованный невареный сыр с отмытой корочкой; выдерживается 3 недели                                    | головка весит 1,8 кг | солёный, мягкий с длительным послевкусием                             |                      |
| Аббеи-дю-Мон-де-Ка (Abbaye du Mont des Cats)                                           | См. Мон-де-Ка           | См. Мон-де-Ка           | См. Мон-де-Ка                     | См. Мон-де-Ка                                                                                            | См. Мон-де-Ка | См. Мон-де-Ка                                                         | См. Мон-де-Ка        |
| Абонданс (Abondance, AOC 1990)                                                         | Верхняя Савойя          | полутвёрдый нарезной    | коровье пастеризованное или сырое | невареный прессованный сыр, зреет 90 дней                                                                | Ровная корочка оранжево-коричневого цвета с голубыми казеиновыми пятнами и отпечатавшимся рисунком ткани. Сырная масса мягкая, эластичная, нежная, слегка сливочная цвета слоновой кости или желтоватого с дырочками. Жирность 48 % | насыщенный, тонкий, мягкий, с фруктовым оттенком и ореховым привкусом |                      |
| Алиго-де-л'Обрак (Aligot de l’Aubrac)                                                  | Обрак                   |                         | коровье                           | прессованный невареный                                                                                   | |                                                                       |                      |
| Ами дю Шамбертен (Ami du Chambertin)                                                   | Бургундия               | мягкий с белой плесенью | коровье пастеризованное           | | жёсткая плесневая корка, жирность 50 % |                                                                       |                      |
| Аму (Amou)                                                                             | Гасконь                 |                         | овечье                            | прессованный невареный, зреет 8-10 недель                                                                | жирность 45 % |                                                                       |                      |
| Амур-де-нюи (Amour de Nuits)                                                           | Бургундия               |                         |                                   | | |                                                                       |                      |
| Анжело (Angelot)                                                                       | Нормандия               | мягкий                  | коровье                           | | |                                                                       |                      |
| Анно, Томм д’Анно (Annot)                                                              | Вар                     |                         | овечье или козье                  | прессованный, невареный                                                                                  | головка 16-22 см диаметром, весит 0,6 — 1,2 кг, жирность 45 % |                                                                       |                      |
| Арди-Гасна (Ardi-gasna; Arnégui)                                                       | Беарн                   |                         | овечье                            | прессованный невареный                                                                                   | головка 19 см диаметром, 7 см высотой и 3 кг веса, жирность 45 % |                                                                       |                      |
| Аром-о-вен-блан (Arôme au vin blanc)                                                   | область Лиона           | мягкий                  | коровье                           | зреет 2-3 недели                                                                                         | головка 7 см диаметром, 3 см высотой, весит 100 г | острый                                                                |                      |
| Аром о Жен де Марк (Arôme au gêne de marc)                                             | область Лиона           | мягкий                  | коровье                           | | плоский диск 6 см диаметром, весит 100 г |                                                                       |                      |
| Арриньи (Arrigny)                                                                      | Шампань — Арденны       | мягкий с белой плесенью |                                   | | |                                                                       |                      |
| Артизон (Artison)                                                                      | Овернь                  |                         | коровье                           | прессованный невареный                                                                                   | головка 10 см диаметро и 5 см высотой |                                                                       |                      |
| Артон (Arthon)                                                                         | Центральный регион      |                         | козье                             | | |                                                                       |                      |

## Б
| Название                                                       | Регион                                               | Тип сыра                                                                          | Молоко                                                                            | Особенности изготовления                                                                    | Внешний вид | Вкус | Вино                                        |
| -------------------------------------------------------------- | ---------------------------------------------------- | --------------------------------------------------------------------------------- | --------------------------------------------------------------------------------- | ------------------------------------------------------------------------------------------- | --- | --- | ------------------------------------------- |
| Багет Лаонез (Baguette laonnaise)                              | Пикардия                                             | мягкий с белой плесенью                                                           |                                                                                   |                                                                                             | имеет форму кирпичика около 15 см длиной; коричневого цвета | |                                             |
| Банон (Banon AOC, 2003)                                        | Альпы Верхнего Прованса, Дром, Верхние Альпы, Воклюз | мягкий                                                                            | козье сырое                                                                       | изготавливается методом «мягкого створаживания» (сычужный фермент без добавления сыворотки) | Головка диаметром 6-7 см, толщиной 2,5-3 см и весом около 90-120 г, завёрнутая в листья каштана и обвязанная лентами из листьев пальмы рафии, жирность 45 % | | наливка из чёрной смородины Blanc de Cassis |
| Барбре (Barberey, Troyen cendré, Fromage de Troyes)            | Шампань                                              | мягкий с обычной корочкой                                                         | коровье                                                                           |                                                                                             | головка весит 250 г, жирность 20-30 % | |                                             |
| Баргкас (Bargkass, Barikaas)                                   | Вогезы                                               |                                                                                   | коровье сырое                                                                     | прессованный невареный; изготавливается в горных деревнях                                   | головка диаметром 30 см, высотой 6 см, весит 7-8 кг, жирность около 45 % | |                                             |
| Барус (Barousse)                                               | Пиренеи Верхние, долина Барус                        | прессованный невареный                                                            | коровье сырое                                                                     | изготавливается дома, зреет 5 — 8 недель                                                    | головка цилиндрической формы, цвет корки белый, сыр цвета слоновой кости | |                                             |
| Баяр-Гурман (Bayard Gourmand)                                  | Иль-де-Франс                                         |                                                                                   |                                                                                   |                                                                                             | | |                                             |
| Бель-де-шан (Belle des champs)                                 | Эна                                                  | мягкий с цветной плесневой коркой                                                 | коровье                                                                           |                                                                                             | Изготавливается исключительно на производстве, создан в 1973 году. Головка цилиндрической формы, весит около 2 кг | |                                             |
| Берг (Bergues)                                                 | Нор                                                  |                                                                                   |                                                                                   |                                                                                             | диаметр головки 20 см, жирность 20—25 % | |                                             |
| Бетмаль (Bethmale)                                             | Арьеж                                                | прессованный невареный                                                            | коровье                                                                           |                                                                                             | головка весит 4,5 кг | слегка кисло-сладкий вкус                                                                                           | красные (Fronton), или белые вина           |
| Бибелескез (Bibeleskaes; Bibbelskäse)                          | Эльзас                                               |                                                                                   |                                                                                   | приготавливается из свежего творога                                                         | | несолёный |                                             |
| Блё-де-баск (Bleu des Basques)                                 | Пиренеи Атлантические                                | мягкий с голубой плесенью                                                         | овечье                                                                            |                                                                                             | большая головка 30 см диаметром, 7 см высотой, 5 кг весом; маленькая головка 20 см высотой, 7 см высотой, весом 1,8 кг; жирность 50 % | |                                             |
| Блё-де-Бресс (Bleu de Bresse)                                  | Бресс                                                | с голубой и белой плесенью Penicillium roqueforti, Penicillium camemberti         | коровье пастеризованное                                                           | зреет 2-4 недели                                                                            | цилиндрические головки весом 125—500 г, кремообразная белая мякоть с голубой плесенью | аромат грибов |                                             |
| Блё-де-Веле (Bleu de Velay)                                    | Овернь                                               | мягкий с голубой плесенью                                                         |                                                                                   | готовится как Блё-д’Овернь                                                                  | | |                                             |
| Блё-де-Жекс (Bleu de Gex AOC, 1977)                            | Франш-Конте                                          | мягкий с голубой плесенью                                                         | коровье                                                                           |                                                                                             | головка массивная, форма большой слегка сплюснутой буханки весом 7,5 кг и диаметром около 40 см. Сверху покрыта тонкой сухой желтоватой корочкой со слоем плесени белого цвета. Сырная мякоть цвета слоновой кости с сиреневато-зелеными прожилками плесени. сыр нежный, почти крошащийся. | не слишком острый, орехово-грибное послевкусие с лёгкой горчинкой                                                   |                                             |
| Блё-де-Кер (Bleu des Cayres)                                   | Овернь                                               | мягкий с голубой плесенью                                                         |                                                                                   | готовится как Блё д'Овернь                                                                  | | |                                             |
| Блё-де-Корс фр. Bleu de Corse                                  | Корсика                                              | мягкий с голубой плесенью                                                         | овечье                                                                            | зреет 6 месяцев                                                                             | | пикантный |                                             |
| Блё де Косс фр. Bleu des Causses (AOC 1953)                    | плато Кос                                            | мягкий с голубой плесенью                                                         | коровье пастеризованное или сырое                                                 | зреет 3-4 месяца в пещерах                                                                  | жирность 45 % | |                                             |
| Блё-де-Костаро фр. Bleu de Costaros                            | Овернь                                               | мягкий с голубой плесенью                                                         |                                                                                   | готовится как Блё д'Овернь                                                                  | | |                                             |
| Блё-де-Лакёй фр. Bleu de Laqueuille                            | Овернь                                               | мягкий с голубой плесенью                                                         | коровье                                                                           | созревает 3-4 месяца                                                                        | диаметр головки 20 см, высота 9,5 см, весит 2,5 кг, жирность 45 % | |                                             |
| Блё-де-Ланжак фр. Bleu de Langeac                              | Овернь                                               | мягкий с голубой плесенью                                                         |                                                                                   | готовится как Блё д'Овернь                                                                  | | |                                             |
| Блё-де-Луд фр. Bleu de Loudes                                  | Овернь                                               | мягкий с голубой плесенью                                                         |                                                                                   | готовится как Блё д'Овернь                                                                  | | |                                             |
| Блё-де-Сетмонсель фр. Bleu de Septmoncel                       |                                                      |                                                                                   |                                                                                   | готовится так же, как Блё-де-Жекс                                                           | | |                                             |
| Блё-де-Сент-Фуа фр. Bleu de Sainte-Foy                         | Савойя                                               | мягкий с голубой плесенью                                                         | коровье или коровье с овечьим                                                     |                                                                                             | головка в форме цилиндра, жирность 45 % | |                                             |
| Блё де Терминьон фр. Bleu de Termignon                         | Терминьон, Савойя                                    | мягкий с голубой плесенью, зимний                                                 | коровье пастеризованное                                                           |                                                                                             | жирность 50 % | |                                             |
| Блё-де-Тьезак фр. Bleu de Thiézac                              | Овернь, Тьезак                                       | мягкий с голубой плесенью                                                         | коровье                                                                           | производится так же, как Блё д'Овернь                                                       | | |                                             |
| Блё д'Овернь фр. Bleu d'Auvergne (AOC 1975)                    | Овернь                                               | мягкий с голубой плесенью                                                         | коровье, пастеризованное или сырое                                                | вызревает 2 месяца                                                                          | жирность 50 % | |                                             |
| Блё-дю-Веркор-Сасенаж фр. Bleu du Vercors-Sassenage (AOC 1998) | Альпийский регион                                    | полутвёрдый нарезной с плесенью                                                   | коровье сырое                                                                     | изготавливается из смеси подогретого и сырого молока                                        | Круг высотой 7- 9 см, в диаметре 27 — 30 см, весом 4-4,5 кг; корочка тонкая и гладкая; жирность 48 % | Нежный, с запахом лесных орехов                                                                                     |                                             |
| Блё-дю-Керси фр. Bleu du Quercy                                | Графство Керси                                       | мягкий с голубой плесенью                                                         | коровье                                                                           | зреет 12 недель                                                                             | жирность 45 % | |                                             |
| Блё-дю-О-Жюра фр. Bleu du Haut Jura                            | Франш-Конте                                          | полутвёрдый нарезной с голубым грибком                                            | коровье пастеризованное                                                           |                                                                                             | жирность 50 % | |                                             |
| Бомон фр. Beaumont                                             | Савойя                                               | прессованный невареный                                                            | коровье                                                                           | зреет 1,5 — 2 месяца                                                                        | плоский диск диаметром 20 см, высотой 4 см | |                                             |
| Бонд де Гатин фр. Bonde de Gâtine                              | Гатине, Пуату-Шаранта                                | с голубой плесенью                                                                | корзье                                                                            | зреет от 4 до 10 недель                                                                     | головка 4,5—6 см диаметром, 5—7 см высотой, весит до 400 г; жирность 45 % | |                                             |
| Бондар фр. Bondard                                             | Нормандия                                            | с голубой плесенью                                                                | коровье                                                                           | зреет от 2 недель до 2 месяцев                                                              | головка 5 см диаметром, 8 см высотой, весит 200 г; жирность 50—60 % | |                                             |
| Бондон фр. Bondon                                              | Нормандия                                            | непрессованный, невареный                                                         | коровье                                                                           |                                                                                             | головка 4 — 6 см диаметром, 6 — 8 см высотой, жирность 45 % | |                                             |
| Бофор фр. Beaufort (AOC 1968)                                  | Верхняя Савойя                                       | полутвёрдый нарезной                                                              | коровье сырое, используется сычужная закваска                                     | созревает от 5 месяцев до 2 лет                                                             | Головка в форме круга с вогнутой внутрь кромкой диаметром 35-76 см, высотой 11-16 см и весом от 20 до 70 кг | гладкая и упругая мякоть цвета слоновой кости, приятный фруктовый запах и тонкое солёное послевкусие, жирность 48 % | Chablis, Roussette, Apremont, Chignin       |
| Бребью фр. Brebiou                                             | Беарн                                                | мягкий                                                                            | овечье пастеризованное                                                            | сыр фабричного производства                                                                 | жирность 50 % | |                                             |
| Брезен фр. Brézain                                             | Савойя Верхняя                                       | полутвёрдый, прессованный невареный                                               | коровье                                                                           |                                                                                             | жирность 30 % | |                                             |
| Брен-д’амур фр. Brin d'Amour                                   | Корсика                                              | мягкий                                                                            | овечье сырое                                                                      |                                                                                             | жирность 40-50 % | |                                             |
| Брен-де-пай фр. Brin de Paille                                 | Нормандия, Pays d’Auge                               |                                                                                   |                                                                                   |                                                                                             | | |                                             |
| Бресс-блё фр. Bresse Bleu                                      | Бресс, Бургундия                                     | мягкий с голубой плесенью                                                         | коровье пастеризованное                                                           |                                                                                             | жирность 55 % | |                                             |
| Бри фр. Brie (AOC 1980)                                        | Бри, Иль-де-Франс                                    | мягкий                                                                            | коровье пастеризованное или сырое; penicillium camemberti или penicillium candida | Созревает не менее 4 месяцев                                                                | текстура мягкая, бледного цвета с сероватым оттенком под «благородной» белой плесенью; «лепёшки» диаметром 30-60 см, толщиной 3-5 см. Жирность 25 % | мягкий и приятный с лёгким запахом нашатыря. Плесневая корочка имеет выраженный аммиачный аромат, однако съедобна.  | Chateau Clarcke 1993                        |
| Брик-де-Жу фр. Brique de Joux                                  | Франш-Конте                                          |                                                                                   |                                                                                   |                                                                                             | | |                                             |
| Брик дю Форез фр. Brique du Forez                              | Овернь, Рона-Альпы                                   |                                                                                   |                                                                                   |                                                                                             | | |                                             |
| Бри-де-Мелён фр. Brie de Melun (AOC 1980)                      | Иль-де-Франс                                         | мягкий с белым грибком                                                            | коровье сырое                                                                     |                                                                                             | жирность 45 % | |                                             |
| Бри-де-Мо фр. Brie de Meaux (AOC 1980)                         | Иль-де-Франс                                         | мягкий с белой плесенью                                                           | коровье, пастеризованное или сырое                                                |                                                                                             | белая плесневая корочка, жирность 45 % | |                                             |
| Бри-де-Монтеро фр. Brie de Montereau                           | Сена и Марна                                         |                                                                                   | коровье                                                                           | изготавливается как Бри, зреет 6 недель                                                     | головка 18 см диаметром, 2 см высотой, весит около 400 г | |                                             |
| Бри-де-Нанжи фр. Brie de Nangis                                | Сена и Марна                                         | мягкий с белой плесенью                                                           | коровье пастеризованное                                                           |                                                                                             | головка диаметром 22 см, высотой 3 см, весом 1 кг, жирность 45 % | |                                             |
| Брийя-Саварен фр. Brillat Savarin                              | Бургундия, Нормандия                                 | молодой сыр                                                                       | коровье пастеризованное                                                           |                                                                                             | диск 13 см диаметром и 3,5 см высотой, жирность 75 % | |                                             |
| Броччио итал. Brocciu (AOC 1983)                               | Корсика                                              | мягкий                                                                            | овечье и козье                                                                    |                                                                                             | жирность 40 % | |                                             |
| Брусс фр. Brousse                                              | Прованс                                              | молодой сыр                                                                       | овечье или козье                                                                  |                                                                                             | головки длиной 12 см | |                                             |
| Бруэр фр. Brouère                                              | департамент Вогезы                                   | полутвёрдый нарезной                                                              | коровье сырое                                                                     |                                                                                             | жирность 48 % | |                                             |
| Букантрен фр. Boucantrin                                       | Рона — Альпы                                         | мягкий; вариант рокамадура, изготавливаемый из пастеризованного молока            | коровье пастеризованная                                                           |                                                                                             | | |                                             |
| Булет-д’Авен фр. Boulette d'Avesnes                            | Нор — Па-де-Кале                                     | твёрдый; сыр сорта марой (maroilles) с добавлением петрушки, гвоздики и эстрагона |                                                                                   |                                                                                             | головка весит 250 г | |                                             |
| Булет де Камбре фр. Boulette de Cambrai                        | Нор — Па-де-Кале                                     | мягкий                                                                            | коровье                                                                           |                                                                                             | жирность 28 % | |                                             |
| Булет-де-ла-Пьер-ки-Вир фр. Boulette de la Pierre-qui-Vire     | Бургундия                                            |                                                                                   | коровье                                                                           | зреет 2 — 3 недели                                                                          | головка диаметром 8 см, жирность 28 % | |                                             |
| Буль-де-муан фр. Boule des moines                              | Морван, Йонна                                        | свежий                                                                            | коровье                                                                           |                                                                                             | | |                                             |
| Бурсен фр. Boursin (AOC 1963)                                  | Нормандия                                            | мягкий сливочный                                                                  | коровье пастеризованное                                                           |                                                                                             | Головка весом 150 г. Жирность 40 % | |                                             |
| Бурсо фр. Boursault                                            | Нормандия                                            | мягкий с белой плесенью                                                           | коровье пастеризованное                                                           |                                                                                             | жирность 70 % | |                                             |
| Бутон-де-кюлот фр. Bouton de culotte                           | Бургундия                                            |                                                                                   | овечье                                                                            |                                                                                             | жирность 40—45 % | |                                             |
| Бутон-де-шевр фр. Bouton de chèvre                             |                                                      |                                                                                   |                                                                                   |                                                                                             | | |                                             |
| Бюш-дю-Веркор фр. Bûche du Vercors                             | Рона — Альпы                                         |                                                                                   |                                                                                   |                                                                                             | | |                                             |
| Бюш-дю-Пуату фр. Bûche du Poitou                               | Пуату — Шаранта                                      | мягкий с натуральной корочкой                                                     | козье пастеризованное                                                             |                                                                                             | жирность 30 % | |                                             |

## В
| Название                                        | Регион                                  | Тип сыра                  | Молоко                               | Особенности изготовления                                                                  | Внешний вид | Вкус                                                     | Вино                                                             |
| ----------------------------------------------- | --------------------------------------- | ------------------------- | ------------------------------------ | ----------------------------------------------------------------------------------------- | --- | -------------------------------------------------------- | ---------------------------------------------------------------- |
| Валансе (Valencay AOC 1998)                     | Берри                                   | мягкий                    | козье сырое                          | зреет 3-5 недель                                                                          | Головка имеет форму усечённой пирамиды весом 250 г и высотой около 7 см, покрыта тонкой корочкой с голубоватой плесенью и обсыпана древесной золой.                                                               | нежный, немного сладковатый вкус, отдающий лесным орехом | белое вино Sancerre                                              |
| Вашрен де бож Vacherin des Bauges               | Савойя, Франш-Комте                     | мягкий                    | коровье сырое                        | зреет 2-4 недели; головки каждые два дня протирают сливками, разведёнными водой           | цилиндрические головки весом 1,2-1,4 кг, покрытые серой плесенью, поступают в продажу в обручах из коры дерева хвойных пород.                                                                                     | сыр месячной выдержки имеет лёгкий запах хвойной смолы   | красное савойское вино Vin de Savoie или Arbois                  |
| Вашрен-дю-О-Ду фр. Vacherin du Haut-Doubs (AOC) | См. Мон-д’Ор                            | См. Мон-д’Ор              | См. Мон-д’Ор                         | См. Мон-д’Ор                                                                              | См. Мон-д’Ор | См. Мон-д’Ор                                             | См. Мон-д’Ор                                                     |
| Венако Venaco                                   | Верхняя Корсика, Венако                 | полумягкий с мытой коркой | овечье, иногда с добавлением козьего | зреет 1-2 недели, производится в весенне-осенний период                                   | головки в форме прямоугольных блоков, с выпуклыми сторонами, высота 3-5 см, вес 400—500 г. Сверху покрыт корочкой соломенно-оранжевого цвета. Сыр имеет эластичную текстуру, мякоть мягкая, цвета слоновой кости. |                                                          | красные вина Vin de Corse, Pinot noir, Côte d’Auvergne, Sancerre |
| Виньле Vignelait                                | Иль-де-Франс, Франш-Конте               | мягкий                    | коровье непастеризованное            | в процессе приготовления в сыр добавляются сливки                                         | относится к сырам с высокой жирностью (triple-crème, 75 % жирности). Головка сыра весит 500—600 граммов, диаметр 13 см и высотой 5 см                                                                             |                                                          |                                                                  |
| Вуа Void                                        | Лотарингия (департамент Мёз, Вуа-Вакон) | мягкий                    | коровье непастеризованное            | изготавливаются фермерским способом                                                       | головка прямоугольной формы покрыта светло-коричневой плесневой корочкой | по вкусу похож на марой, вкус довольно острый            |                                                                  |
| Вьё Булонь Vieux Boulogne, Sablé du Boulonnais  | Булонь-сюр-Мер, Нор-Па-де-Кале          | мягкий                    | коровье непастеризованное            | 7-9 недель                                                                                | головка квадратной формы, 11 см шириной и 4 см высотой, весом 500 гр; мякоть мягкая; красно-оранжевую корочку вымачивают в пиве                                                                                   | сыр имеет очень сильный специфический запах              |                                                                  |
| Вьё-Лилль Vieux-Lille, gris de Lille            | Нор-Па-де-Кале                          | полутвёрдый               | коровье непастеризованное            | сыр Марой вымачивают в рассоле 3 месяца                                                   | головка квадратной формы, 13 на 13 см, 5-6 см высотой, весит 800 граммов. Цвет головки серый | острый вкус, сильный запах                               | Cabernet Merlot, красное вино Backsberg Estate 1999              |
| Вьё Пане Vieux pané                             | Майен                                   | мягкий                    | коровье пастеризованное              | 1 — 2 недели; изготавливается фабричным способом                                          | Головка круглой формы имеет диаметр 25 см высоту 3,5 см и вес 2,3 кг |                                                          | вино из винограда сортов Шардоне или Совиньон Блан               |
| Вьё Саме Vieux Samer                            | Саме, Нор-Па-де-Кале                    | мягкий                    | коровье непастеризованное            | невареный прессованный сыр многократно обмывают и натирают рассолом в процессе созревания | головка покрыта плесневой коркой нежного белого цвета |                                                          |                                                                  |

## Г
| Название                    | Регион       | Тип сыра | Молоко  | Особенности изготовления | Внешний вид | Вкус | Вино |
| --------------------------- | ------------ | -------- | ------- | ------------------------ | ----------- | ---- | ---- |
| Гаперон фр. Gaperon         | Овернь       | мягкий   | коровье | Созревает 1—2 месяца     |             |      |      |
| Гратт-Пай фр. Gratte-Paille | Сена и Марна | мягкий   | коровье | Созревает 3—4 недели     |             |      |      |

## Д
| Название             | Регион    | Тип сыра | Молоко  | Особенности изготовления | Внешний вид | Вкус | Вино |
| -------------------- | --------- | -------- | ------- | ------------------------ | ----------- | ---- | ---- |
| Довиль фр. Deauville | Нормандия | мягкий   | коровье | Созревает 7 недель       |             |      |      |

## К
| Название                                                                | Регион                                   | Тип сыра                        | Молоко                             | Особенности изготовления                                                                               | Внешний вид | Вкус                                                          | Вино                                                    |
| ----------------------------------------------------------------------- | ---------------------------------------- | ------------------------------- | ---------------------------------- | --- | --- | ------------------------------------------------------------- | ------------------------------------------------------- |
| Кабеку фр. Cabecou (AOC 1988)                                           | Юг — Пиренеи                             | мягкий                          | козье сырое                        | | Головка в форме плоского диска диаметром 4-5 см, высотой 1-1,5 см, весом 30-40 г. Жирность 45 %                                                           |                                                               | белые вина St Joseph (Marsanne, Roussanne grapes)       |
| Кайбот фр. Caillebotte, Caillebote d’Aunis                              | Пуатье, Пуату — Шаранта; Бретань; Вандея | свежий                          | коровье, иногда — козье или овечье | изготавливается из молока с добавлением сычужного фермента                                             | творогообразный вид | несолёный                                                     | Pineau des Charentes, Cognac                            |
| Камамбер фр. Camembert, фр. Camembert de Normandie (AOC 1983, PDO 1992) | Камамбер, Нормандия                      | мягкий c белой плесенью         | коровье сырое или пастеризованное  | Время созревания не менее 3 недели. Используют Penicillium camemberti или Penicillium candidum         | текстура мягкая, с твёрдой корочкой, покрытой плесенью; цвет от белого до светло-сливочного. Жирность 45 %                                                | острый, пикантный, немного похож на грибной                   | молодые красные вина типа Beaujolais                    |
| Канкуайот фр. Cancoillotte                                              | Франш-Конте                              | текучий (жидкий)                | коровье                            | производится из расплавленного сыра меттон, с добавлением воды или молока, иногда масла, соли, чеснока | продаётся в упаковках по 200 г |                                                               |                                                         |
| Канталь фр. Cantal (AOC 1980, 1986)                                     | Канталь, Овернь                          | полутвёрдый, твёрдый            | коровье пастеризованное или сырое  | созревает от 2 до 6 месяцев. прессованный невареный сыр                                                | головка большая, цилиндрической формы 35-45 кг, с толстой золотистой коркой, покрытой плесенью с красными точками; мякоть однородная бледно-жёлтого цвета | кисловатый                                                    |                                                         |
| Карре-де-л’Эст Carré de l’Est                                           | Бургундия, Эльзас-Лотарингия             | мягкий                          | коровье пастеризованное            | Вызревает 5 недель                                                                                     | Квадрат весом 330 г с пенициллиновой коркой; корку моют в рассоле; мякоть тягучая. Жирность 45 %.                                                         | Имеет аромат бекона                                           |                                                         |
| Кёр-де-Шевр фр. Coeur de Chèvre                                         | Пуату — Шаранта                          | мягкий                          | козье сырое                        | Созревает от 8 дней до 5 недель                                                                        | Головка в форме сердца, вес 150 г. Мякоть с небольшими вкраплениями плесени.                                                                              | Нежный вкус с лёгкой кислинкой                                | лёгкие белые или красные вина из Пуату                  |
| Кёр-Сандр фр. Coeur Cendre                                              | Аквитания                                | мягкий                          | козье сырое                        | | в форме сердца. Жирность 45 % |                                                               |                                                         |
| Клакбиту фр. Claquebitou, фр. clacbitou                                 | Бургундия                                | мягкий с плесневой флорой       | козье сырое                        | | Жирность 45 % |                                                               |                                                         |
| Клошет фр. Clochette                                                    | Бордо                                    | мягкий                          | козье сырое                        | Созревает 2-3 недели.                                                                                  | Жирность 45 % |                                                               |                                                         |
| Конте фр. Comté (AOC 1958)                                              | Франш-Конте                              | нарезной полутвёрдый            | коровье сырое                      | Используют сычужную закваску. Вызревает 8-12 месяцев.                                                  | Головки весом 35-55 кг покрыты коричнево-золотистой твёрдой влажной корочкой. Мякоть нежно-жёлтого цвета. Жирность 45 %.                                  | Фруктово-ореховый вкус.                                       | местное лёгкое красное вино (Arbois Vin de Paille)      |
| Кротен-де-Шавиньоль фр. Crottin de Chavignol (AOC 1976)                 | Шер, Ньевр, Луара                        | мягкий                          | козье сырое                        | Созревает от 10 дней до 4 месяцев                                                                      | Головка сыра цилиндрической формы, покрыта корочкой. Диаметр 4-5 см, высота 3-4 см, вес от 60 г. Жирность 45 %.                                           | Приятный вкус с лёгкой кислинкой и слегка ореховым привкусом. | белые вина Sancerre и Pouilly-Fumé, или Sauvignon Blanc |
| Куломье, Бри-де-Куломье фр. Coulommiers, Brie de Coulomiers (AOC)       | Иль-де-Франс (Париж), Шампань, Арденны   | мягкий с белой плесневой флорой | коровье пастеризованное или сырое  | | Головка диаметром 12,5-15 см, толщиной 3-4 см и весом 400—500 г. Корочка покрыта белой плесенью. Жирность 25-40 %                                         | Мякоть светло-жёлтого цвета свежая, с небольшой кислинкой     | красные бургундские или Beaujolais                      |

## Л
| Название                          | Регион                          | Тип сыра            | Молоко                            | Особенности изготовления                                                             | Внешний вид | Вкус | Вино                                                                                              |
| --------------------------------- | ------------------------------- | ------------------- | --------------------------------- | ------------------------------------------------------------------------------------ | --- | --- | ------------------------------------------------------------------------------------------------- |
| Ла Ваш Ки Ри фр. La vache qui rit | Лон-ле-Сонье, Юра (департамент) | плавленый           | коровье сырое                     | изготавливается из сливок, молока, свежих и выдержанных сыров, а затем пастеризуется | | |                                                                                                   |
| Лайоль фр. Laguiole (AOC 1961)    | Лайоль, Аверон                  | полутвёрдый         | коровье сырое                     | Созревает 4-12 месяцев                                                               | массивный цилиндр диаметром 40 см, высотой 40 см и весом от 45 до 48 кг, покрытый толстой (до 3 см) серовато-коричневой коркой | Чуть кисловатый на вкус, буквально тающий во рту. В его букете ощущаются тона горных трав — горечавки, фенхеля и тимьяна. | красные Côtes du Rhône и Hermitage                                                                |
| Лангр фр. Langres (AOC 1991)      | Шампань — Арденны               | мягкий прессованный | коровье сырое                     | Созревает не менее 5 недель                                                          | Цилиндрическая головка покрыта тонкой сморщенной коркой. Диаметр — 7,5-20 см, высота — 4-7 см, вес — 150—800 г. Жирность 50 %. | пикантный вкус копчёного бекона                                                                                           | красные Mercurey, Nuits-Saint-Georges, Côte du Rhône                                              |
| Ливаро фр. Livarot (AOC 1975)     | Пэи д’Ож, Нормандия             | мягкий              | коровье пастеризованное или сырое | Созревает 1-2 месяца                                                                 | мягкая масса насыщенного золотистого цвета с оранжевой корочкой                                                                | изысканный, ярко выраженный вкус и особый, довольно сильный аромат                                                        | нормандский сидр, кальвадос, белое эльзасское Pinot Gris d’Alsace, красные бордоские вина Pomerol |

## М
| Название                                              | Регион          | Тип сыра        | Молоко                            | Особенности изготовления                                                                                             | Внешний вид | Вкус                                                             | Вино |
| ----------------------------------------------------- | --------------- | --------------- | --------------------------------- | --- | --- | ---------------------------------------------------------------- | --- |
| Марой фр. Maroilles (AOC 1976, AOP 1996)              | Нор, Эна        | мягкий          | коровье пастеризованное или сырое | Созревает 2-16 недель, протирают соляным раствором.                                                                  | Головка жёлтого, оранжевого или красного цвета, покрыта блестящей корочкой. Вес 180—720 г. Жирность 45 %. | Вкус «острый», «сильный» и «терпкий». Имеет специфический запах. | Lalande-de-Pomerol, Chateau-neuf du pape, Cahors и Moulis                                                                     |
| Меттон фр. Metton                                     | Франш-Комте     | жидкий, текучий | коровье обезжиренное              | Сыворотку нагревают до 60 градусов, прессуют. Созревает сыр меттон в течение нескольких дней.                        | выпускают в пластиковых упаковках по 200 граммов |                                                                  | |
| Мимолет фр. Mimolette                                 | Лилль           | твёрдый         | коровье                           | На поверхность сыра селят маленького клещика из рода Acarus и червей класса нематод; созревает от 2 месяцев до 2 лет | головка весит около 2 кг | горьковатый оттенок во фруктовом привкусе                        | лёгкое красное типа Beaujolais или светлое пиво, благородные красные бордоские или бургундские вина, а также херес и портвейн |
| Мон-де-Ка фр. Mont des Cats                           | Фландрия        | полутвёрдый     | коровье сырое                     | Прессованный невареный сыр; созревает 2 месяца; корочка отмывается.                                                  | Круг диаметром 20 см и толщиной 4-5 см; весит 1,8 кг. Полутвёрдая мякоть оранжевого цвета имеет небольшие дырочки. Жирность 40 — 45 %                                                                          | Нежный приятный вкус                                             | сухое белое мускатное или белое Graves                                                                                        |
| Мон-д’Ор фр. Mont-d'or (AOC 1981; PDO 1996; AOC 2003) | Франш-Конте     | мягкий          | коровье сырое                     | белую плесень смывают; зреет 5-7 недель                                                                              | Головка перетянута обручем из еловой коры: маленькая — диаметр 12-15 см, высотой 4-5 см и вес 0,5-1 кг, большая — диаметр до 30 см, вес 1,8-3 кг. Мякоть почти текучая, цвета слоновой кости. Жирность — 45 %. | Сливочный вкус, отдающий хвоей и шампиньонами.                   | Beaujolais Nouveau, Jurançon                                                                                                  |
| Мораше фр. Montrachet                                 | Бургундия       | мягкий          | козье                             | Созревает 2-4 недели                                                                                                 | Цилиндрическая головка весом 200 г | «пикантный»                                                      | молодое красное (бургундское) и белое (Meursault)                                                                             |
| Морбье фр. Morbier (AOC)                              | Франш-Конте     | полутвёрдый     | коровье сырое                     | прессованный невареный сыр; созревает 2 месяца                                                                       | Отличается чёрной прослойкой из древесной золы. Цвет от белого светло-сливочного до жёлтого. головка — массивный круг диаметром 30—40 см, толщиной 6—8 см, весит от 6 до 7 кг                                  | нежный фруктово-ореховый оттенок                                 | Sancerre, Pouilly, Seyssel |
| Мюнстер фр. Munster-géromé (AOC 1978, 1986)           | Мюнстер, Вогезы | мягкий          | коровье сырое                     | Белую плесень отмывают; зреет от 5 недель до 3 месяцев.                                                              | Диаметр головки 7-19 см, высота 2-8 см, вес 150—1500 г, форма — плоский цилиндр. Жирность 45 % | Резкий запах сочетается с нежным сливочным вкусом                | эльзасское Gewurztraminer, Pinot Gris d’Alsace, виноградная водка «марк»                                                      |
| Мюроль фр. Murol                                      | Овернь          | полутвёрдый     | коровье пастеризованное           | Созревает в течение месяца.                                                                                          | Диаметр головки 15 см, высота 3,5 см, вeczzzвес 450—600 г, форма — круг с отверстием в центре. Жирность 45 %                                                                                                   | мягкий                                                           | Божоле |

## Н
| Название                            | Регион    | Тип сыра | Молоко        | Особенности изготовления                                      | Внешний вид                                                                           | Вкус               | Вино                                                       |
| ----------------------------------- | --------- | -------- | ------------- | ------------------------------------------------------------- | ------------------------------------------------------------------------------------- | ------------------ | ---------------------------------------------------------- |
| Нёшатель фр. Neufchâtel (AOC, 1969) | Нормандия | мягкий   | коровье сырое | Добавляют грибок penicillium candidum. Вызревает 8-10 недель. | Имеет сухую корочку, покрытую белой пушистой плесенью и упругую мякоть. Жирность 45 % | Нежный вкус грибов | красные Côtes du Rhône, Beaujolais, Pomerol, Saint-Emilion |

## О
| Название                              | Регион                    | Тип сыра    | Молоко                | Особенности изготовления                          | Внешний вид | Вкус                                                    | Вино                                               |
| ------------------------------------- | ------------------------- | ----------- | --------------------- | ------------------------------------------------- | --- | ------------------------------------------------------- | -------------------------------------------------- |
| Оссо-Ирати фр. Ossau-Iraty (AOC 1980) | Французская страна басков | полутвёрдый | овечье сырое          | Вызревает 90 дней.                                | плоский круг диаметром 18-28 см, высотой 7-15 см и весом от 2 до 7 кг с оранжево-жёлтой или сероватой коркой. Жирность 50 % | Нежный ореховый вкус с оттенком оливок, приятный аромат | Jurançon moelleux, Grave, Irouléguy, Herrika-Arnoa |
| Отюн фр. Autun                        | Бургундия                 | мягкий      | козье, иногда коровье | Непрессованный и невареный сыр. Зреет 2-3 недели. | головка 5 см диаметром, 9 см высотой, весит 300 г. Жирность 45 %                                                            | сладкий                                                 |                                                    |

## П
| Название                                              | Регион                | Тип сыра                | Молоко                            | Особенности изготовления                                                         | Внешний вид | Вкус                                                                                   | Вино |
| ----------------------------------------------------- | --------------------- | ----------------------- | --------------------------------- | -------------------------------------------------------------------------------- | --- | -------------------------------------------------------------------------------------- | --- |
| Паве Блезуа фр. Pavé Blésois                          | Центральная Франция   | с голубоватой плесенью  | козье                             | Зреет 2—6 недель                                                                 | масса головки около 250—300 г. Жирность 45 % |                                                                                        | |
| Пелардон фр. Pélardon(AOC 2000)                       | Лангедок-Руссильон    | с голубоватой плесенью  | козье                             | Зреет 2-3 недели.                                                                | масса головки около 60 г, диаметр 6—7 см, высота 2,2—2,7 см. Жирность 45 %                                                                                         | Нежный вкус с острым ореховым привкусом, характерно длительное солоноватое послевкусие | Costieres du Gard, Clairette du Languedoc                                                                  |
| Пикодон фр. Picodon(AOC 1983)                         | Дром и Ардеш          | мягкий                  | козье сырое                       | Зреет 2-4 недели.                                                                | Головка сыра, покрытая небольшим налётом голубоватой плесени, имеет форму небольшого кругляша диаметром 5—8 см, толщиной 1—3 см и массой 50—100 г. Жирность — 45 % | сладко-солёно-кисловатый вкус                                                          | белое Saint Joseph blanc или игристое сладкое мускатное Rivesaltes                                         |
| Пон-л’Эвек фр. Pont l'Evêque (AOC 1976)               | Пон-л’Эвек, Нормандия | мягкий                  | коровье пастеризованное или сырое | созревает 2—6 недель; корочка отмывается (после прессования промывают в рассоле) | мягкий, жёлтый; квадратной формы | пахучий, ярко выраженный; острота зависит от срока созревания.                         | выдержанные белые бургундские или померольские вина, белое Sauvignon Blanc, яблочный сухой сидр, кальвадос |
| Пулиньи-Сен-Пьер фр. Pouligny-Saint-Pierre (AOC 1976) | Берри                 | мягкий с белой плесенью | козье пастеризованное             | зреет 2—5 недель                                                                 | |                                                                                        | белые Sancerre, Touraine, Reuilly                                                                          |

## Р
| Название                                             | Регион                    | Тип сыра    | Молоко                   | Особенности изготовления                                                         | Внешний вид | Вкус                                          | Вино                                                                  |
| ---------------------------------------------------- | ------------------------- | ----------- | ------------------------ | -------------------------------------------------------------------------------- | --- | --------------------------------------------- | --------------------------------------------------------------------- |
| Реблошон фр. Reblochon (AOC 1958)                    | Савойя                    | мягкий      | коровье сырое            | Созревает 2-4 недели; корочка отмывается (после прессования промывают в рассоле) | круг диаметром 14 см, высотой 3-4 см. Масса в среднем 450 г                                                                     |                                               | савойские белые типа Crépy и Roussette de Savoie, бургундское Pommard |
| Риготт-де-Кондриё фр. Rigotte de Condrieu (AOC 2009) | Кондриё, департамент Рона |             | козье                    |                                                                                  | Головка 4,2-5 см в диаметре и 1,9-2,4 см в высоту, вес — 50 г. Имеет корочку, покрытую голубоватой плесенью. Жирность 45 %      |                                               |                                                                       |
| Рокамадур фр. Rocamadour (AOC 1996)                  | Рокамадур, департамент Ло | мягкий      | козье сырое              | Созревает 1-4 недели.                                                            | Небольшие головки диаметром 4-5 см, высотой 1-1,5 см и весом 30-40 г, которые покрыты белой бархатистой корочкой. Жирность 45 % | Лёгкий запах козьего молока и пикантный вкус. | кагор, Gaillac, белое Vouvrey                                         |
| Рокфор фр. Roquefort (AOC 1925)                      | Графство Руэрг            | голубой сыр | овечье непастеризованное | Используют Penicillium roqueforti. Созревает 3 месяца                            | мягкая белая масса со включениями благородной плесени                                                                           | вкус лесных орехов                            | кагор, Сотерн, Порто                                                  |
| Ролло фр. Rollot                                     | департамент Сомма         |             | коровье                  | Созревает 4 недели                                                               | | солёный вкус с лёгкой приятной горчинкой      | Sancerre                                                              |

## С
| Название                                                  | Регион                | Тип сыра                       | Молоко                            | Особенности изготовления                                      | Внешний вид | Вкус | Вино                                                                                 |
| --------------------------------------------------------- | --------------------- | ------------------------------ | --------------------------------- | ------------------------------------------------------------- | --- | --- | ------------------------------------------------------------------------------------ |
| Савойский эмменталь фр. Emmental de Savoie (AOC)          | См. Эмменталь         | См. Эмменталь                  | См. Эмменталь                     | См. Эмменталь                                                 | См. Эмменталь | См. Эмменталь                                                                                              | См. Эмменталь                                                                        |
| Салер фр. Salers (AOC 1961)                               | Овернь                | полутвёрдый                    | коровье сырое                     | Созревает 9 месяцев, используют сырный клещ вида Acarus siro. | цилиндр диаметром 38-48 см, высотой 30-40 и весом 35-50 кг. Жирность 45 %                                                                                    | мягкая, влажная и маслянистая на вкус мякоть с резким горьковатым привкусом и насыщенным травяным ароматом | белое Saint Péray, розовое Saint Joseph, Saint Pourçain и красное Marcillac          |
| Сель-сюр-Шер фр. Selles-sur-Cher (AOC 1975)               | Солонь, долина Луары  | мягкий с плесенью              | цельное сырое козье               | Зреет 10-30 дней. Используют сычужью закваску.                | Серо-голубая плесень покрывает головку диаметром 9,5 см, толщиной 2,5-3 см и весом 150 г                                                                     | нежная мякоть снежно-белого цвета с характерным запахом козьего молока. Жирность 45 %                      | белое Sancerre, молодое красное Chinon, а также Bourgueil, Gamay                     |
| Сен-Марселлен (Saint-marcellin)                           | Сен-Марселлен, Дофине | с мягкой корочкой              | коровье                           |                                                               | цилиндр весом около 80 г | |                                                                                      |
| Сент-Мор-де-Турен фр. Sainte-Maure de Touraine (AOC 1990) | Турень, Эндр и Луара  | мягкий                         | козье                             | Созревает от 10 дней до 6 недель.                             | цилиндр диаметром 3-4 см с одного конца и 4-5 с другого, длиной 14-16 см и весом 250—300 г, покрытый синевато-серой корочкой пушистой плесени. Жирность 45 % | Мякоть имеет солоновато-кисловатый вкус с ореховым ароматом                                                | белые Vouvray и Sancerre, молодое красное Chinon                                     |
| Сен-Нектер фр. Saint-Nectaire (AOC 1955, 1979)            | Овернь                | мягкий                         | коровье пастеризованное или сырое | Созревает 5-8 недель. Используют сычужью закваску.            | Головка в форме плоского цилиндра диаметром 21 см, высотой 5 см и весом около 1,7 кг, покрытая затвердевшей корочкой. Жирность 45 %                          | нежная упругая мякоть жёлтого цвета со вкусом лесных орехов, грибов, соли и пряностей                      | красные бордоские St. Estèphe, Pouilly, а также Coteaux d’Auvergne, Cotes Roannaises |
| Сент-Агюр фр. Saint Agur                                  | Бозак                 | полутвёрдый с голубой плесенью | коровье пастеризованное           | с добавлением сливок                                          | Консистенция кремовая, упругая, пастообразная со вкраплениями голубой плесени.                                                                               | Резкий вкус голубой плесени хорошо гармонирует с мягким сливочным вкусом сыра.                             | белое сладкое — Сотерн                                                               |
| Смеющаяся корова (сыр) фр. La vache qui rit               | См. Ла Ваш Ки Ри      | См. Ла Ваш Ки Ри               | См. Ла Ваш Ки Ри                  | См. Ла Ваш Ки Ри                                              | См. Ла Ваш Ки Ри | См. Ла Ваш Ки Ри                                                                                           | См. Ла Ваш Ки Ри                                                                     |

## Т
| Название                                       | Регион                     | Тип сыра                | Молоко                                           | Особенности изготовления                                     | Внешний вид | Вкус                                                         | Вино                            |
| ---------------------------------------------- | -------------------------- | ----------------------- | ------------------------------------------------ | ------------------------------------------------------------ | --- | ------------------------------------------------------------ | ------------------------------- |
| Тампле фр. Templais                            | Аквитания                  | твёрдый                 | коровье пастеризованное                          | прессованный варёный сыр, зреет 16 недель                    | Головка имеет форму цилиндра 32 см диаметром и 9 см высотой, весит 5 кг. Мякоть жёлтого соломенного цвета        | пикантный аромат                                             |                                 |
| Тамье фр. Tamié                                | см. Аббеи де Тамье         | см. Аббеи де Тамье      | см. Аббеи де Тамье                               | см. Аббеи де Тамье                                           | см. Аббеи де Тамье                                                                                               | см. Аббеи де Тамье                                           | см. Аббеи де Тамье              |
| Толлон фр. Thollon                             | Толлон-ле-Мемиз (Савойя)   | твёрдый                 | коровье сырое                                    | производится из обезжиренного молока; вызревает 3 — 8 недель | головка круглой формы, корочка тёмно-оранжевая. мякоть жёлтая с маленькими дырками                               |                                                              |                                 |
| Том-де-Бож фр. Tome des Bauges (AOP 2002)      | горный массив Бож (Савойя) | полутвёрдый             | коровье сырое                                    | вызревает 5 недель                                           | головка круглой формы, покрыта серой плесенью; мякоть бледно-жёлтая с маленькими дырками                         | пикантный вкус                                               |                                 |
| Том-д’Анно фр. Tomme d'Annot                   | см. Анно                   | см. Анно                | см. Анно                                         | см. Анно                                                     | см. Анно | см. Анно                                                     | см. Анно                        |
| Том-де-Пирене фр. Tomme des Pyrenees (GP 1996) | Аквитания                  | полутвёрдый или твёрдый | коровье, овечье, козье пастеризованное или сырое | зреет 3-19 недель                                            | головка круглой формы, покрыта чёрной несъедобной коркой                                                         |                                                              |                                 |
| Том-де-Савуа фр. Tomme de Savoie, (PDO 1992)   | Савойя, Верхняя Савойя     | полутвёрдый             | коровье сырое                                    | Вызревает 10 недель                                          | Цилиндрическая головка диаметром 18-30 см, высотой 5-8 см и весом 1,5-3 кг покрыта толстой коркой. Жирность 45 % | Слегка «сырой» запах и вкус с фруктовыми и травяными тонами. | Савойские вина, Côtes de Beaune |

## Ф
| Название                                              | Регион                      | Тип сыра                                              | Молоко        | Особенности изготовления                                               | Внешний вид | Вкус                                                  | Вино                                                 |
| ----------------------------------------------------- | --------------------------- | ----------------------------------------------------- | ------------- | ---------------------------------------------------------------------- | --- | ----------------------------------------------------- | ---------------------------------------------------- |
| Фужерю фр. Le Fougerus                                | Иль-де-Франс (Сена и Марна) | мягкий с белой плесенью                               | коровье сырое | Созревает от 3 до 6 недель. Используется плесень penicillium candidum. | Цилиндрическая головка диаметром 16 см, высотой 4 см и весом 650 г; украшается листом папоротника.                                        | нежный, сладковатый с солёным привкусом               | бургундские вина, шампанское, бордо                  |
| Фурм-д’Амбер фр. Fourme d'Ambert (AOC 2002)           | Амбер (Пюи-де-Дом, Овернь)  | мягкий непрессованный со вкраплениями голубой плесени | сырое коровье | Созревает не менее 28 дней.                                            | Цилиндр, покрытый тонкой сухой корочкой серого или красноватого цвета, высотой 19-20 см и диаметром 13 см, вес 2 кг. Жирность 50 %        | нежный                                                | Chinon, Saint Nicolas de Bourgueil, Coteaux du Layon |
| Фурм-де-Монбризон фр. Fourme de Montbrison (AOC 2002) | Луара, Пюи-де-Дом           | мягкий непрессованный со вкраплениями голубой плесени | сырое коровье | Созревает 4-8 недель.                                                  | Цилиндр, покрытый тонкой сухой корочкой серого или красноватого цвета, высотой 19-20 см и диаметром 13-19 см, вес 1,5-2 кг. Жирность 50 % | пикантный солоноватый вкус с ароматом молока и орехов | Sauternes, Rivesaltes                                |

## Ш
| Название                                           | Регион  | Тип сыра                | Молоко        | Особенности изготовления                                       | Внешний вид | Вкус                                                                | Вино                                                       |
| -------------------------------------------------- | ------- | ----------------------- | ------------- | -------------------------------------------------------------- | --- | ------------------------------------------------------------------- | ---------------------------------------------------------- |
| Шабишу-дю-Пуату фр. Chabichou du Poitou (AOC 1990) | Дё-Севр | мягкий                  | козье сырое   | Созревает 2-3 недели. Используют молочные бактерии.            | Цилиндрик весом 150 г, слегка сужающийся вверху. Мякоть цвета слоновой кости. Корочка покрыта белой плесенью, часто с серовато-синим оттенком (в зависимости от времени года). Консистенция пастообразная. Молодой (3 недели), созревший (6 недель) или высушенный (до 2 месяцев). Жирность 45 % | крепкий, с ореховым ароматом и специфическим запахом козьего молока | вино района Пуату, белое вино типа «Совиньон» или «Сансер» |
| Шамбера фр. Chambérat                              | Алье    | мягкий с отмытой коркой | коровье       |                                                                | головка весом 1,4 кг |                                                                     |                                                            |
| Шаурс фр. Chaource (AOC 1977)                      | Шампань | мягкий с белой плесенью | коровье сырое | Созревает 2-4 недели. Используют плесень penicillium candidum. | цилиндрическая головка диаметром 8 или 11 см, высотой 6 см и весом 200 или 450 г; мякоть кремообразная, корка с толстым слоем плесени. Жирность 50 % | нежный, слегка кисловатый вкус с ароматом грибов и лесных орехов    | бургундские вина Chablis blanc и Irancy                    |
| Шевротен фр. Chevrotin (AOC 2002)                  | Савойя  | полутвёрдый нарезной    | козье сырое   | Созревает 3-6 недель                                           | головка розово-коричневого цвета в форме диска диаметром 8-10 см, высотой 3-4 см и весом 250—350 г покрыта влажной желтовато-оранжевой коркой с пятнами белой плесени; мякоть бледно-золотистая. Жирность 45 %                                                                                   | приятный пикантный вкус с ореховой нотой                            | белые и красные савойские вина                             |

## Э
| Название                               | Регион                | Тип сыра                  | Молоко                 | Особенности изготовления                      | Внешний вид | Вкус                                                                            | Вино                                                                      |
| -------------------------------------- | --------------------- | ------------------------- | ---------------------- | --------------------------------------------- | --- | ------------------------------------------------------------------------------- | ------------------------------------------------------------------------- |
| Эгюий-д’Орсьер фр. Aiguille d'Orcières | Верхние Альпы         |                           | коровье                | варёный прессованный; зреет 4 месяца          | |                                                                                 |                                                                           |
| Эзи фр. Aisy                           | Бургундия, Эзи-су-Тий | мягкий                    | коровье сырое          | не прессованный и невареный, зреет 2-4 месяца | мягкая корка; головка 10 см диаметром и 4 см высотой |                                                                                 |                                                                           |
| Эзи-Сандре фр. Aisy cendré             | Кот-д’Ор              | мягкий                    | коровье                |                                               | головка с мягкой коркой весит 230 г, 100 мм диаметром и 35 мм высотой. Жирность 50 % |                                                                                 |                                                                           |
| Эпуас фр. Époisses (AOC 1991)          | Эпуас, Кот-д’Ор       | мягкий с отмытой корочкой | коровье сырое          | Созревает 6 недель                            | дисковидные головки двух размеров: большие — диаметром 16,5-19 см, высотой 3-4,5 см и весом 700—1100 г; малые — диаметром 9,5-11,5 см, высотой 3-4,5 см и весом 250—350 г. Покрыты гладкой, чуть ребристой блестящей корочкой. Мякоть очень нежная и пахучая. Жирность 50 % |                                                                                 | Лёгкие бургундские вина, или чуть сладковатые белые Chablis или Sauternes |
| Эторки фр. Etorki                      | Страна басков         |                           | овечье пастеризованное | Созревает 5-8 недель                          | Головка сыра имеет форму диска диаметром 25 см, высотой 11 см, вес — 4,4 кг. Жирность — 50 %. | Имеет характерный, но не резкий овечий вкус и достаточно длительное послевкусие |                                                                           |